# HanaDeka
Hanadeka (はなデカ hanadeka, literalmente "nariz grande") é uma companhia japonesa criada por amantes de animais e pelo fotógrafo Yoneo Morita. 
Criada em dezembro de 1998, Hanadeca faz e distribui imagens de animais fotografados com as Wide-angle lens. 
Cães, gatos, coelhos e aves foram fotografados por Morita para várias linhas de produtos de papelaria até livros de figuras apresentando o seu característico estilo Hanadeka.

## Livros com fotos estilo Hanadeka
- Utterly Adorable Cats - Stuart Macfarlane, Linda Macfarlane
- Utterly Lovable Dogs - Stuart Macfarlane, Linda Macfarlane
- Doggie Days Love Guide: Jack Russell Terrier - Leslie Evans
- Doggie Days Love Guide: Rottweiler - Leslie Evans
- Doggie Days Love Guide: Pug - Ronnie Sellers